# لويس فاريلا (لاعب كرة قدم)
لويس فاريلا (بالإسبانية: Luis Alberto Varela)‏ هو لاعب كرة قدم أوروغواياني في مركز الدفاع، ولد في 22 أغسطس 1941 في مونتيفيديو في الأوروغواي. شارك مع منتخب الأوروغواي لكرة القدم. أما مع النوادي، فقد لعب مع بنيارول ونادي ليفربول.

## وصلات خارجية
- لويس فاريلا (لاعب كرة قدم) على موقع الاتحاد الأوربي (الإنجليزية)
- لويس فاريلا (لاعب كرة قدم) على موقع قاعدة بيانات كرة القدم.إي يو (الإنجليزية)
- لويس فاريلا (لاعب كرة قدم) على موقع ناشيونال فوتبول تيمز (الإنجليزية)